# 索尼昂朗格勒
索尼昂朗格勒（法語：Sogny-en-l'Angle，法語發音：[sɔɲi ɑ̃ lɑ̃ɡl]）是法国马恩省的一个市镇，属于维特里勒弗朗索瓦区。

## 地理
索尼昂朗格勒（48°48'44"N, 4°48'7"E）面积6.66 平方千米，位于法国大東部大區马恩省，该省份为法国东北部内陆省份，北起阿登省，西北接埃纳省，西南接塞纳-马恩省，南至奥布省，东南接上马恩省，东临默兹省。
与索尼昂朗格勒接壤的市镇（或旧市镇、城区）包括：瓦诺莱达姆、瓦勒德维耶尔、埃尔斯勒莫吕、瑞斯库尔-米讷库尔。

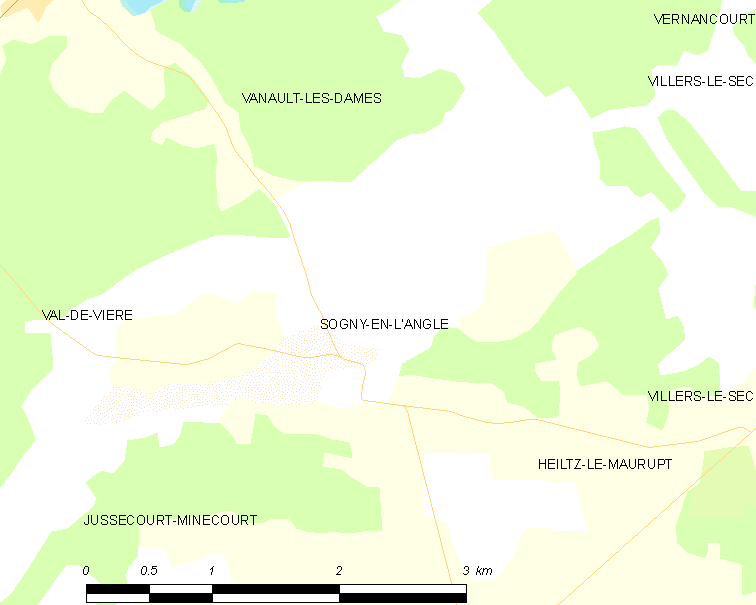
索尼昂朗格勒的OSM定位图

索尼昂朗格勒的时区为UTC+01:00、UTC+02:00（夏令时）。

## 行政
索尼昂朗格勒的邮政编码为51340，INSEE市镇编码为51539。

## 政治
索尼昂朗格勒所属的省级选区为塞迈兹莱班县。

## 人口

1962-2008年间索尼昂朗格勒人口变化图示

索尼昂朗格勒于2022年1月1日时的人口数量为76人。